# Johannes Jänisch

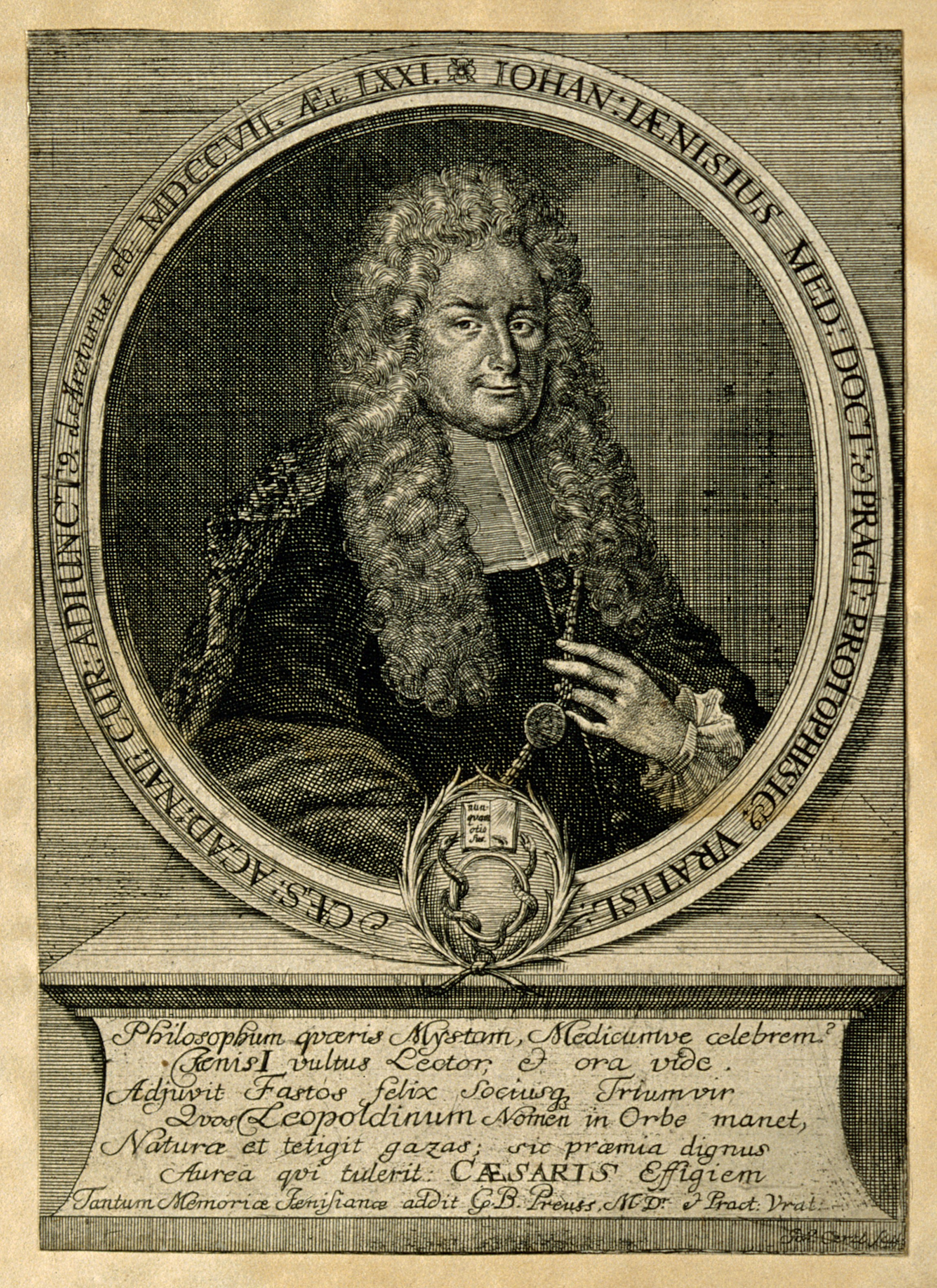
Credit: Wellcome Library

Johannes Jänisch (auch Johannes Jänisius, * 31. Oktober 1636 in Breslau; † 7. Dezember 1707 ebenda) war ein deutscher Mediziner und Stadtphysicus in Breslau.

## Leben
Johannes Jänisch wirkte ab etwa 1660 als Arzt und Stadtphysicus in Breslau.
Am 30. Oktober 1669 wurde Johannes Jänisius mit dem akademischen Beinamen Arcturus als Mitglied (Matrikel-Nr. 34) in die Academia Naturae Curiosorum, die heutige Deutsche Akademie der Naturforscher Leopoldina, aufgenommen.